# Norwegischer Fußballpokal der Männer 1978
Der norwegische Fußballpokal 1978 (kurz auch NM-Cup 1978 genannt) war die 73. Austragung des Fußballpokalwettbewerbs der Männer. Pokalsieger wurde Titelverteidiger Lillestrøm SK. Das Team setzte sich im Finale gegen den Brann Bergen durch. Durch den Sieg qualifizierte sich Lillestrøm für den Europapokal der Pokalsieger 1979/80.

## 1. Runde
| Datum      |                      | Ergebnis  |                        |
| ---------- | -------------------- | --------- | ---------------------- |
| 07.06.1978 | Brann Bergen         | 5:0       | Nordnes IL             |
|            | Rosenborg Trondheim  | 3:1       | Sverresborg IF         |
|            | Urædd FK             | 1:0       | Odds BK                |
| 08.06.1978 | Alta IF              | 1:1 n. V. | IL Norild              |
|            | Aurskog IL           | 1:1 n. V. | Bærum SK               |
|            | Beitstad FK          | 2:4       | Strindheim IL          |
|            | SFK Bodø-Glimt       | 4:1       | IL Stålkameratene      |
|            | Brekken IL           | 3:1       | Neset FK               |
|            | Brumunddal IL        | 3:1       | Lillehammer FK         |
|            | Brønnøysund IL       | 1:4       | Mosjøen IL             |
|            | Buøy IL              | 0:2       | SK Ulf                 |
|            | Bøn FK               | 0:6       | SFK Lyn Oslo           |
|            | Clausenengen FK      | 1:1 n. V. | Orkanger IF            |
|            | SK Djerv 1919        | 1:2       | SK Haugar              |
|            | FK Donn              | 2:6       | Start Kristiansand     |
|            | SBK Drafn            | 3:2       | Kvik Halden FK         |
|            | Drammens BK          | 2:2 n. V. | Strømmen IF            |
|            | Eik IF               | 3:0       | Strømsgodset IF        |
|            | Fana IL              | 0:3       | Os TF                  |
|            | Flisa IL             | 0:1       | Lillestrøm SK          |
|            | Fredrikstad FK       | 5:3       | Rosenhoff IL           |
|            | Hamar IL             | 3:1       | Grue IL                |
|            | Harstad IL           | 3:1       | Kabelvåg IL            |
|            | Henning IL           | 2:6       | SK Nessegutten         |
|            | IL Hødd              | 4:0       | SK Rollon              |
|            | IL Jotun             | 3:3 n. V. | Lunner IL              |
|            | Kongsvinger IL       | 3:2       | Lørenskog IF           |
|            | Larvik Turn          | 2:0       | Jevnaker IF            |
|            | Lyngen IL            | 1:0 n. V. | IF Fløya               |
|            | FK Mandalskameratene | 0:1       | Bryne FK               |
|            | FK Mjølner           | 4:0       | Tromsdalen UIL         |
|            | Mjøndalen IF         | 1:0       | Holmestrand IF         |
|            | Molde FK             | 7:0       | Dovre IL               |
|            | Namsos IL            | 3:1       | IL Stjørdals-Blink     |
|            | Ranheim IL           | 0:0 n. V. | SK Falken              |
|            | Raufoss IL           | 3:0       | Ringsaker IF           |
|            | Råde IL              | 0:1 n. V. | Frigg Oslo FK          |
|            | Sander IL            | 5:1       | Finstadbru IF          |
|            | Sandnessjøen IL      | 0:6       | Mo IL                  |
|            | IL Sandviken         | 1:3       | Ny-Krohnborg IL        |
|            | Sarpsborg FK         | 1:3       | FK Sparta Sarpsborg    |
|            | Sel IL               | 0:6       | Ham-Kam                |
|            | Skarbøvik IF         | 4:1       | SK Herd                |
|            | Skeid Oslo           | 6:0       | Ørje IL                |
|            | Ski IL               | 1:7       | Moss FK                |
|            | Skreia IL            | 2:1       | Eidsvold Turn          |
|            | Sogndal IL           | 4:0       | Lærdal IL              |
|            | Sola FK              | 1:0       | Vigrestad IK           |
|            | Stavanger IF         | 0:3       | FK Vidar               |
|            | Stord IL             | 2:3       | IL Varegg              |
|            | Storms BK            | 1:2       | FK Vigør               |
|            | Strinda IL           | 0:2       | Steinkjer FK           |
|            | Tjølling IF          | 1:4       | IF Pors                |
|            | Tornado FK           | 5:1       | Eid IL                 |
|            | Tromsø IL            | 2:0       | IF Grand Bodø          |
|            | Tynset IF            | 3:1 n. V. | Sunndal IL             |
|            | Tønsbergs TF         | 0:4       | Fram Larvik            |
|            | Viking Stavanger     | 3:0       | IL Brodd               |
|            | Vålerenga Oslo       | 7:2       | IF Tønsberg-Kameratene |
|            | FK Ørn               | 5:2       | SK Stag                |
|            | Ørsta IL             | 3:2       | Bergsøy IL             |
|            | Østsiden IL          | 1:1 n. V. | Åssiden IF             |
|            | Aalesunds FK         | 0:1       | Kristiansund FK        |
|            | Årstad IL            | 0:3       | SK Vard Haugesund      |

### Wiederholungsspiele
| Datum      |                 | Ergebnis  |                 |
| ---------- | --------------- | --------- | --------------- |
| 15.06.1978 | Bærum SK        | 1:1 n. V. | Aurskog IL      |
|            | SK Falken       | 1:2 n. V. | Ranheim IL      |
|            | Lunner IL       | 0:2       | IL Jotun        |
|            | IL Norild       | 2:1       | Alta IF         |
|            | Orkanger IF     | 1:1 n. V. | Clausenengen FK |
|            | Strømmen IF     | 5:1       | Drammens BK     |
|            | Åssiden IF      | 1:2       | Østsiden IL     |
| 22.06.1978 | Aurskog IL      | 1:0       | Bærum SK        |
|            | Clausenengen FK | 3:0       | Orkanger IF     |

## 2. Runde
| Datum      |                     | Ergebnis  |                     |
| ---------- | ------------------- | --------- | ------------------- |
| 29.06.1978 | Aurskog IL          | 0:3       | Skeid Oslo          |
|            | SFK Bodø-Glimt      | 2:0       | IL Norild           |
|            | Brekken IL          | 1:2       | Molde FK            |
|            | Brumunddal IL       | 4:3       | Mjøndalen IF        |
|            | Bryne FK            | 4:1       | Sola FK             |
|            | Eik IF              | 0:2       | SFK Lyn Oslo        |
|            | Fram Larvik         | 2:2 n. V. | Larvik Turn         |
|            | Frigg Oslo FK       | 1:0       | SBK Drafn           |
|            | Ham-Kam             | 6:0       | Sander IL           |
|            | Harstad IL          | 4:0       | Lyngen IL           |
|            | SK Haugar           | 0:4       | Viking Stavanger    |
|            | IL Jotun            | 0:2       | Sogndal IL          |
|            | Lillestrøm SK       | 5:0       | Hamar IL            |
|            | Mo IL               | 3:0       | Mosjøen IL          |
|            | Moss FK             | 5:1       | Skreia IL           |
|            | SK Nessegutten      | 2:1       | Ranheim IL          |
|            | Ny-Krohnborg IL     | 1:0       | Os TF               |
|            | IF Pors             | 5:2       | Fredrikstad FK      |
|            | Skarbøvik IF        | 0:1       | IL Hødd             |
|            | FK Sparta Sarpsborg | 1:3       | Vålerenga Oslo      |
|            | Start Kristiansand  | 3:1       | FK Vidar            |
|            | Steinkjer FK        | 3:2       | Namsos IL           |
|            | Strindheim IL       | 0:2       | Clausenengen FK     |
|            | Strømmen IF         | 3:2 n. V. | FK Ørn              |
|            | Tromsø IL           | 3:1       | FK Mjølner          |
|            | Tynset IF           | 1:2 n. V. | Raufoss IL          |
|            | SK Ulf              | 3:1       | SK Vard Haugesund   |
|            | IL Varegg           | 1:3       | Brann Bergen        |
|            | FK Vigør            | 0:1 n. V. | Urædd FK            |
|            | Ørsta IL            | 1:1 n. V. | Tornado FK          |
|            | Østsiden IL         | 2:0       | Kongsvinger IL      |
| 02.07.1978 | Kristiansund FK     | 0:3       | Rosenborg Trondheim |

### Wiederholungsspiele
| Datum      |             | Ergebnis  |             |
| ---------- | ----------- | --------- | ----------- |
| ??.07.1978 | Larvik Turn | 0:1       | Fram Larvik |
|            | Tornado FK  | 1:0 n. V. | Ørsta IL    |

## 3. Runde
| Datum      |                     | Ergebnis  |                    |
| ---------- | ------------------- | --------- | ------------------ |
| 25.07.1978 | Ham-Kam             | 1:3 n. V. | Moss FK            |
| 26.07.1978 | Molde FK            | 1:0       | Tornado FK         |
|            | Lillestrøm SK       | 6:0       | Østsiden IL        |
|            | Urædd FK            | 1:5       | Start Kristiansand |
|            | Brann Bergen        | 9:1       | Ny-Krohnborg IL    |
|            | Vålerenga Oslo      | 5:2       | IF Pors            |
|            | Bryne FK            | 2:1       | SK Ulf             |
|            | Clausenengen FK     | 0:0 n. V. | Steinkjer FK       |
| 27.07.1978 | Fram Larvik         | 2:3       | Viking Stavanger   |
| 29.07.1978 | Tromsø IL           | 3:2       | Harstad IL         |
| 30.07.1978 | Rosenborg Trondheim | 5:0       | Brumunddal IL      |
|            | IL Hødd             | 0:2       | SK Nessegutten     |
|            | Raufoss IL          | 1:0       | Skeid Oslo         |
|            | Sogndal IL          | 1:2       | Frigg Oslo FK      |
| 02.08.1978 | Mo IL               | 1:0       | SFK Bodø-Glimt     |
| 03.08.1978 | SFK Lyn Oslo        | 1:0       | Strømmen IF        |

### Wiederholungsspiel
| Datum      |              | Ergebnis |                 |
| ---------- | ------------ | -------- | --------------- |
| 02.08.1978 | Steinkjer FK | 2:3      | Clausenengen FK |

## 4. Runde
| Datum      |                     | Ergebnis  |                |
| ---------- | ------------------- | --------- | -------------- |
| 23.08.1978 | Frigg Oslo FK       | 0:1       | Bryne FK       |
|            | Start Kristiansand  | 5:1       | Raufoss IL     |
|            | Rosenborg Trondheim | 2:0       | Molde FK       |
|            | SK Nessegutten      | 0:2 n. V. | Brann Bergen   |
|            | Mo IL               | 0:3       | Lillestrøm SK  |
| 24.08.1978 | Moss FK             | 3:2       | SFK Lyn Oslo   |
|            | Viking Stavanger    | 4:0       | Tromsø IL      |
|            | Clausenengen FK     | 2:1 n. V. | Vålerenga Oslo |

## Viertelfinale
| Datum      |                     | Ergebnis  |                    |
| ---------- | ------------------- | --------- | ------------------ |
| 06.09.1978 | Brann Bergen        | 1:0       | Bryne FK           |
|            | Lillestrøm SK       | 1:0       | Moss FK            |
|            | Rosenborg Trondheim | 1:1 n. V. | Start Kristiansand |
|            | Viking Stavanger    | 5:0       | Clausenengen FK    |

### Wiederholungsspiel
| Datum      |                    | Ergebnis |                     |
| ---------- | ------------------ | -------- | ------------------- |
| 15.09.1978 | Start Kristiansand | 2:1      | Rosenborg Trondheim |

## Halbfinale
| Datum      |                    | Ergebnis  |                  |
| ---------- | ------------------ | --------- | ---------------- |
| 04.10.1978 | Brann Bergen       | 2:1 n. V. | Viking Stavanger |
|            | Start Kristiansand | 0:0 n. V. | Lillestrøm SK    |

### Wiederholungsspiel
| Datum      |               | Ergebnis |                    |
| ---------- | ------------- | -------- | ------------------ |
| 11.10.1978 | Lillestrøm SK | 1:0      | Start Kristiansand |

## Finale
| Lillestrøm SK                               | Lillestrøm SK | Brann Bergen | Brann Bergen |
| ------------------------------------------- | --- | --- | ------------ |
| Lillestrøm SK                               | \| Finale \| \| 22. Oktober 1978 in Oslo (Ullevaal-Stadion) \| \| Ergebnis: 2:1 (0:1) \| \| Zuschauer: 23.534 \| \| Schiedsrichter: Reidar Bjørnestad \| \| Spielbericht \|                              | \| Finale \| \| 22. Oktober 1978 in Oslo (Ullevaal-Stadion) \| \| Ergebnis: 2:1 (0:1) \| \| Zuschauer: 23.534 \| \| Schiedsrichter: Reidar Bjørnestad \| \| Spielbericht \|                                                 | Brann Bergen |
| Lillestrøm SK                               | Arne Amundsen – Per Berg (46. Arne Dokken), Jan Birkelund, Tore Kordahl, Georg Hammer – Frank Grønlund, Gunnar Lønstad, Øivind Tomteberget – Leif Hansen, Tom Lund, Vidar Hansen Cheftrainer: Joe Hooley | Jan Knudsen – Helge Karlsen, Bjørn Brandt, Terje Rolland, Tore Nordtvedt – Kjell Rune Pedersen (75. Ingvar Dalhaug), Atle Hellesø, Neil McLeod – Ingvald Huseklepp, Steinar Aase, Bjørn Tronstad Cheftrainer: Billy Elliott | Brann Bergen |
| Lillestrøm SK                               | 1:1 Vidar Hansen (74.) 2:1 Vidar Hansen (76.) | 0:1 Steinar Aase (20.) | Brann Bergen |
| Finale                                      | | |              |
| 22. Oktober 1978 in Oslo (Ullevaal-Stadion) | | |              |
| Ergebnis: 2:1 (0:1)                         | | |              |
| Zuschauer: 23.534                           | | |              |
| Schiedsrichter: Reidar Bjørnestad           | | |              |
| Spielbericht                                | | |              |